# Джон Парот
Джон Парот (на английски: John Parrott) е английски професионален играч на снукър.
Той става победител в Световно първенство (снукър) през 1991 г. като във финала побеждава Джими Уайт. Две години по-рано Джон Парот отново достига до финал на Световно първенство, но тогава бива разгромен от Стив Дейвис с 18 на 3 фрейма. По-късно през 1991 г. Парот повтаря своята победа над Джими Уайт на финала на Британското първенство.
Джон Парот е професионален играч на снукър от 1983 г. Преди това, през 1981 и 1982 г. той става победител в младежкия Пот Блек. През 1983 г. взима първо място в Световното първенство за аматьори, което го тласка към професионална кариера. От 1984 г. до 2004 г. Джон Парот винаги присъства на Световното първенство, но през 2005 г. отпада в квалификациите. Въпреки това Парот е спечелил 9 ранкинг турнира което го поставя на седмо място в класацията на играчите за всички времена, след Стивън Хендри, Стив Дейвис, Рони О'Съливан, Джон Хигинс, Марк Уилямс и Джими Уайт. Победата му в Британското и Световното първенства през 1991 г. го прави един от петимата играчи, които са успели да вземят първо място в двата най-престижни турнира от ранкинг системата.
Джон Парот остава в топ 16 на световната ранглиста в продължение на 16 сезона (играчите от топ 16 на ранглистата се класират на състезанията по снукър, без да преминават преди това през квалификации).

## Сезон 2009/10
| Турнир                    | Резутат | Спечелени пари | Ранкинг точки | Най-голям брейк | 100+ брейк | 50+ брейк | Брой спечелени срещи |
| ------------------------- | ------- | -------------- | ------------- | --------------- | ---------- | --------- | -------------------- |
| Шанхай мастърс 2009       |         | £              |               |                 |            |           |                      |
| Гран При 2009             |         | £              |               |                 |            |           |                      |
| Британско първенство 2009 |         | £              |               |                 |            |           |                      |
| Мастърс 2010              |         | £              |               |                 |            |           |                      |
| Първенство на Уелс 2010   |         | £              |               |                 |            |           |                      |
| Първенство на Китай 2010  |         | £              |               |                 |            |           |                      |
| Световно първенство 2010  |         | £              |               |                 |            |           |                      |
| Общо                      |         | £              |               |                 |            |           |                      |